# Dascyllus auripinnis
Dascyllus auripinnis là một loài cá biển thuộc chi Dascyllus trong họ Cá thia. Loài này được mô tả lần đầu tiên vào năm 2001.

## Từ nguyên
Từ định danh auripinnis được ghép bởi hai âm tiết trong tiếng Latinh: aureus ("mạ vàng") và pinnis (số nhiều của pinna, "vây"), hàm ý đề cập đến màu vàng cam của các vây (trừ vây lưng).

## Phạm vi phân bố và môi trường sống
D. auripinnis được phân bố nhỏ hẹp ở Trung Thái Bình Dương, được tìm thấy tại quần đảo Phoenix, quần đảo Line và phúa bắc quần đảo Cook. Các mẫu vật của D. auripinnis được quan sát và thu thập xung quanh các đảo san hô ở độ sâu đến ít nhất là 30 m.

## Mô tả
Chiều dài lớn nhất được ghi nhận ở D. auripinnis là 12 cm. D. auripinnis trước đây chỉ được xem là một biến dị kiểu hình của Dascyllus trimaculatus do chúng có màu vàng cam ở vây bụng, vây hậu môn và vây đuôi và đều được viền đen (lớp vảy dưới cùng ở thân dưới cũng là màu vàng cam). Vây ngực trong suốt. Phần cơ thể còn lại cũng như vây lưng có màu xanh lam xám (trừ phần đầu màu nâu cam sẫm); vảy cá viền nâu đen tạo thành kiểu hình mắt lưới trên thân của chúng. Ở giữa lưng có một đốm trắng nổi bật. Vây đuôi hơi lõm vào trong, bo tròn ở hai thùy.
Số gai ở vây lưng: 12; Số tia vây ở vây lưng: 14–16; Số gai ở vây hậu môn: 2; Số tia vây ở vây hậu môn: 14–15; Số gai ở vây bụng: 1; Số tia vây ở vây bụng: 5; Số tia vây ở vây ngực: 19–20.

## Phân loại học
D. auripinnis nằm trong phức hợp loài D. trimaculatus cùng với Dascyllus albisella và Dascyllus strasburgi. Phức hợp trimaculatus được tách ra từ phức hợp Dascyllus reticulatus vào khoảng 3,9 triệu năm trước (Thế Pleistocen).

## Sinh thái học
Thức ăn của D. auripinnis có thể là các loài động vật phù du. Cá đực có tập tính bảo vệ và chăm sóc trứng; trứng có độ dính và bám vào nền tổ.